# Amphisphaeria ulmicola
Amphisphaeria ulmicola är en svampart som först beskrevs av Curr., och fick sitt nu gällande namn av Sacc. & Traverso 1910. Amphisphaeria ulmicola ingår i släktet Amphisphaeria och familjen Amphisphaeriaceae.   Inga underarter finns listade i Catalogue of Life.